# Bernhard Pfau

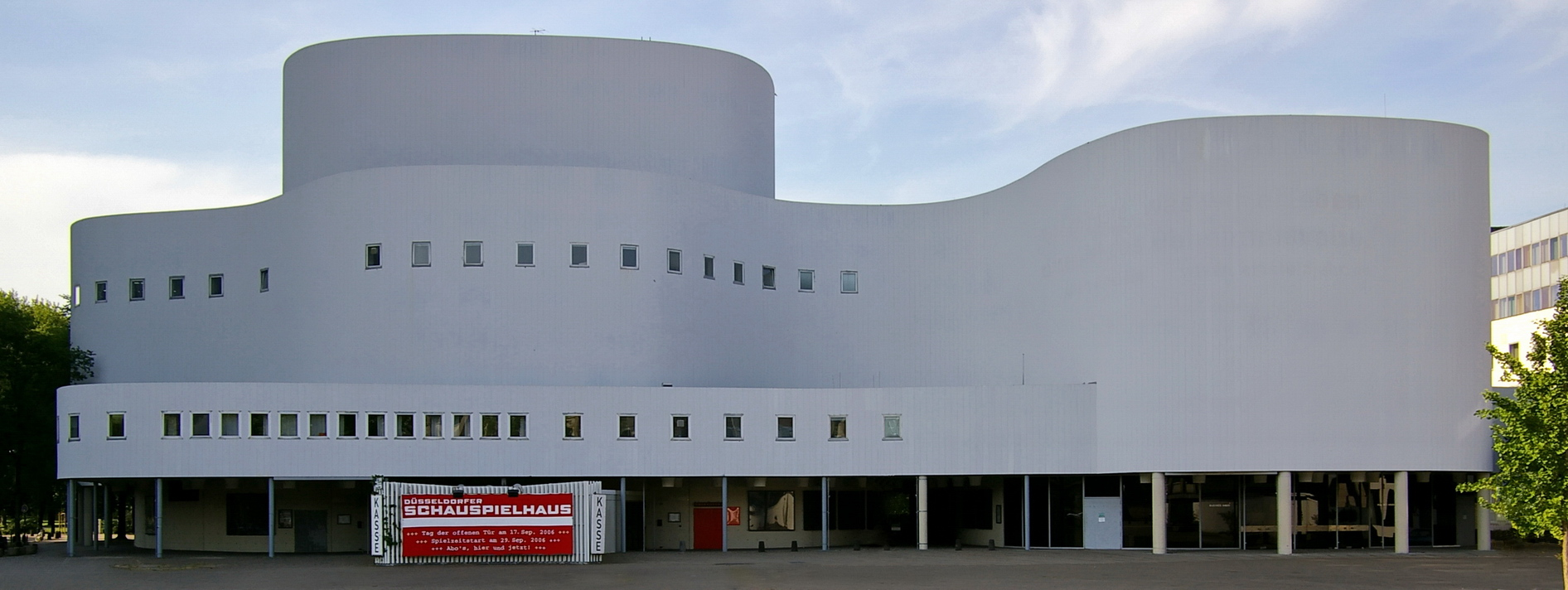
Düsseldorfer Schauspielhaus

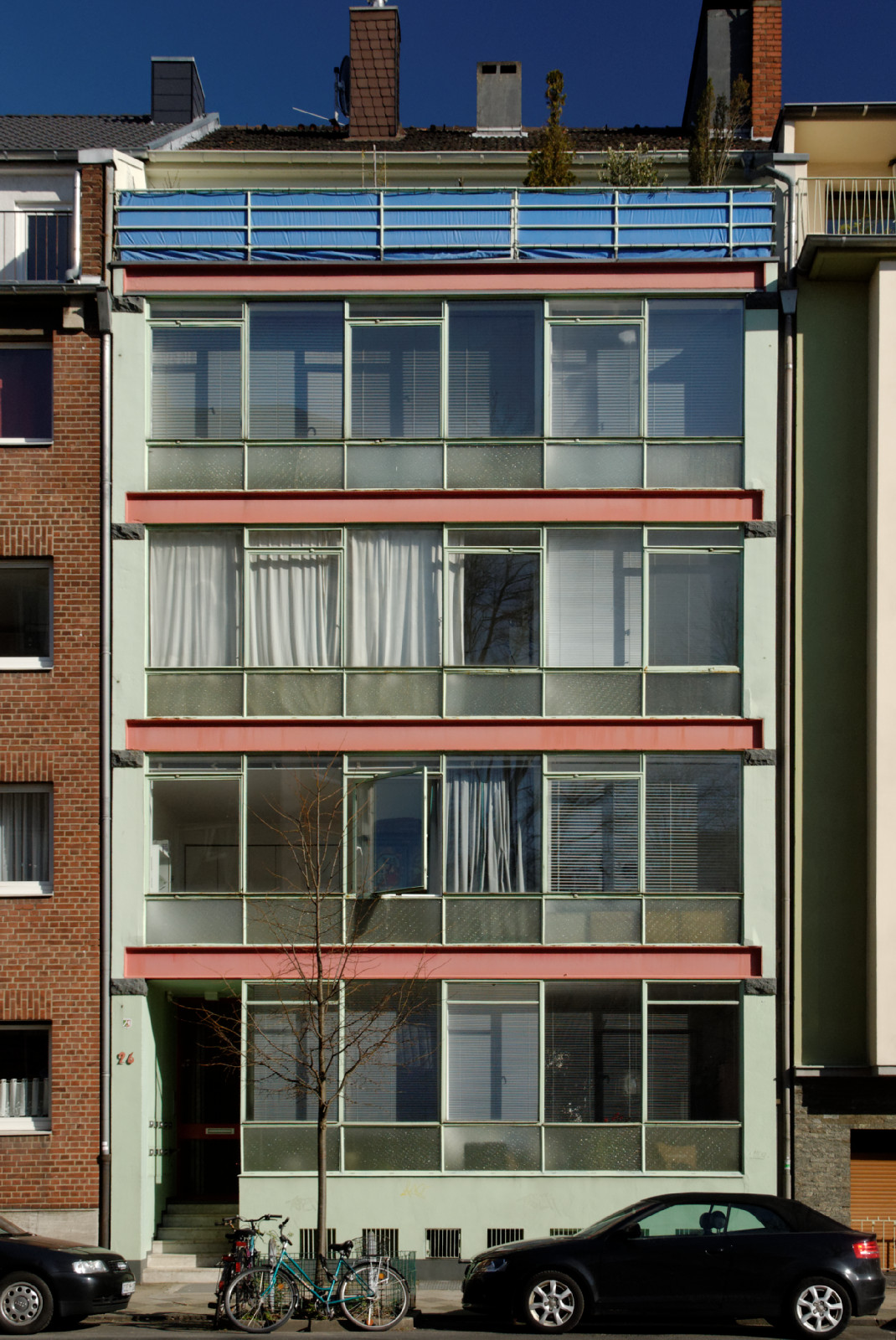
Atelierhaus Pfau (1956–1958)

Bernhard Mathäus Pfau (* 1. Juni 1902 in Mainz; † 30. Juli 1989 in Düsseldorf) war ein deutscher Architekt und Fachautor.

## Leben
Bernhard Pfau wurde am 1. Juni 1902 in Mainz als drittes von fünf Kindern des Bernhard Pfau und dessen Ehefrau Katharina geboren. Der Vater stammte aus Wolfach, war Bierbrauer und betrieb später eine Gaststätte. 1908 wurde Pfau in die Volksschule eingeschult, 1912 wechselte er zur Realschule. Pfau begann früh zu zeichnen und zu malen. Daneben erhielt er – durch einen Soldaten der französischen Besatzungsarmee – Unterricht im Geigenspiel. Seine lebenslange Begeisterung für dieses Instrument vermittelte ihm schon früh die Grundlagen für jene „Musikalität des Bauens“ (Pfau), die er nach seinen eigenen Worten während seines späteren Aufenthaltes in Wien kennen- und schätzen lernte.
Im Herbst des Kriegsjahres 1916 nahm Pfau ein Studium an der Kunstgewerbeschule Mainz auf. Als sein Vater 1918 starb und seine Familie auseinanderbrach, musste Pfau – nun völlig mittellos – sein Studium als Stehgeiger oder mit Gelegenheitsarbeiten finanzieren. Während seines Studiums war Pfau auf die Arbeiten von Bruno Paul aufmerksam geworden. Paul war 1907 als Direktor der Unterrichtsanstalt des Kunstgewerbemuseums nach Berlin gekommen und galt als einer der führenden Möbelgestalter seiner Zeit, arbeitete aber auch als Illustrator der Zeitschriften „Jugend“ und „Simplicissimus“. Pfau bewarb sich bei Bruno Paul und wurde 1921 in dessen Atelier aufgenommen. Nach eigenen Angaben erlernte Pfau in Pauls Atelier „Sinn für Einfachheit, Proportion und technisch-handwerkliche Sauberkeit“. Nach zweieinhalb Jahren verließ Pfau das Atelier Pauls, war kurze Zeit bei Hermann Muthesius tätig, bereiste Italien und die Schweiz – das Winterhalbjahr 1923/1924 verbrachte er in Bern und in Gunten am Thunersee – um sich 1924 für zwei Jahre in Wien niederzulassen. Hier lernte er die Bauten von Otto Wagner – der führenden Architekturpersönlichkeit Wiens – kennen, arbeitete bei Josef Frank, Josef Hoffmann, Ernst Lichtblau und Walter Sobotka.
Nach seinem Wiener Aufenthalt arbeitete Pfau in einem Planungsbüro für Schiffsinterieurs in Bremen. Dort fiel er Emil Fahrenkamp auf, der ihn dann in sein Büro nach Düsseldorf holte. 1927 heiratete er die Künstlerin Lotte Fink (geb. Katharina Theresia Anna Fink, * 12. Oktober 1898 in Wien; † 17. Januar 1984 in Düsseldorf-Wittlaer), mit der er zahlreiche gemeinsame Arbeiten durchführte (z. B. Innenausstattung des Café Monopol in Köln).

### 1930–1944
1930 machte sich Bernhard Pfau in Düsseldorf selbständig. Das Haus Kaiser (für den Kaffeegroßhändler Walter Kaiser) war eines der ersten Wohnhäuser, die Pfau zu Beginn seiner Selbständigkeit errichtete. 1930 erteilte der Optiker Gustav Ziem (1856–1936) Pfau den Auftrag für ein Wohn- und Geschäftshaus am Hindenburgwall (heute: Heinrich-Heine-Allee). Pfau selbst wohnte im „Haus Ziem“ von 1931 bis 1934. Sein Büro war dort noch bis nach dem Krieg untergebracht.
Mit der Machtergreifung der Nationalsozialisten im Januar 1933 geriet auch Pfau in den Strudel der politischen Entwicklung. Eine große Anzahl seiner Auftraggeber war jüdischen Glaubens und damit dem Nazi-Terror ausgesetzt. Aber auch Pfaus unmittelbares Umfeld blieb nicht von den „Säuberungen“ der Nazis verschont. Künstler aus dem Umkreis der Düsseldorfer Kunsthändlerin „Mutter Ey“, die den avantgardistischen Künstlervereinigungen „Das Junge Rheinland“ oder „Rheinische Sezession“ angehörten, wurden als „entartet“ diffamiert. Pfau, zu dieser Zeit Vorsitzender der „Rheinischen Sezession“, wurde abgesetzt.
Nur wenige Tage nach der Annahme des „Ermächtigungsgesetzes“ (23. März 1933) griffen die Nazis nach der Düsseldorfer Kunstakademie. Akademiedirektor Walter Kaesbach wurde aus dem Amt gejagt, aber auch andere Kunstschaffende wie der Bildhauer Jupp Rübsam – einer der allerersten Bauherren Pfaus – oder die Professoren Paul Klee und Ewald Mataré wurden entlassen. Die für Pfau bedeutsamen Berufsverbände, wie der Bund Deutscher Architekten (BDA) oder der Deutsche Werkbund wurden noch im Laufe des Jahres 1933 „gleichgeschaltet“. Mit der Bildung der Reichskammer der bildenden Künste (RKbK) innerhalb der zu Joseph Goebbels Propagandaministerium gehörenden Reichskulturkammer wurde er dort zwangsweise Mitglied. Die Nichtaufnahme in die Reichskammer – oder die Entlassung aus ihr – kam einem Berufsverbot gleich, da auf allen Entwürfen die Mitgliedsnummer angegeben werden musste. Trotz seines Beitritts wurde Pfau von der Gestapo bespitzelt, seine Frau verhört. Um sich der wachsenden Kontrolle des öffentlichen und privaten Lebens in der Stadt zu entziehen, baute er 1934 im ländlichen Düsseldorf-Wittlaer ein Haus für seine Familie.
Nach 1934 lag der Schwerpunkt von Pfaus Betätigung zunächst bei der Errichtung von innerstädtischen Mietwohnhäusern, Läden und deren Ausstattung (Interieurs).
Gerhard Fieseler, der zunächst nur einen Architekten für sein neues Wohnhaus suchte, beauftragte Pfau mit der Planung und Realisierung des Werkes II der Fieseler-Flugzeugbau GmbH. Die Fieseler-Flugzeugbau GmbH hatte sich nach der Machtübernahme der Nazis – dank zahlreicher Rüstungsaufträge – zu einem der bedeutendsten Unternehmen im Kasseler Raum mit circa 5.300 Beschäftigten entwickelt. Außer dem Bau von Werk II – nebst Kameradschaftshaus als Mittelpunkt des Werkes – wurde Pfau die Aufgabe übertragen, für die ständig anwachsende Zahl der Werktätigen eine bereits seit 1935 bestehende Werksiedlung in mehreren Baustufen erheblich zu erweitern – bis Ende 1940 sollten rund 280 Kleinsiedlerhäuser entstehen. Die verschiedenen Lebensbereiche der Fieseler-Arbeiter sollten möglichst vollständig abgedeckt werden: Arbeit in für die Produktion optimal konditionierten Hallen aus Stahl und Glas, Mittagspause in der verordneten Gemütlichkeit des Kameradschaftshauses, Wohnen im kleinbürgerlich-romantisierenden Idyll der Kleinsiedlerhäuser. Für die Umsetzung dieser Vorstellungen wurde die Fieseler-Flugzeugbau GmbH 1938 als NS-Musterbetrieb ausgezeichnet.
Nach der Fertigstellung der Anlagen begann er mit Planungen für das Nationalsozialistische Fliegerkorps (NSFK) – eine dem Reichsluftfahrtministerium unterstellte Gliederung der NSDAP. Mit diesen Arbeiten – Werkstattgebäude, Segelfliegerhallen und -lager in der Eifel (Schaephuysen, Schwerfen), im Oberbergischen Land, Bonn, Krefeld und Duisburg-Walsum – war er bis Ende 1941 beschäftigt. Er wurde dann als „Privatarchitekt“ zur Luftwaffe eingezogen und entging so einem Gestellungsbefehl. Bis 1944 setzte man ihn innerhalb der Feldbauleitungen zur Tarnung von Anlagen der Luftwaffe in Creil (nördlich von Paris) und in Mont-de-Marsan (unweit der spanischen Grenze) ein. Er unterhielt ein Büro mit mehreren deutschen Mitarbeitern. Die Arbeiten wurden von zwangsrekrutierten Franzosen und Marokkanern ausgeführt.

### 1944–1949
Nach der Landung der Alliierten wurde Pfau von den „Forces françaises de l’intérieur“ (FFI) in der Nähe von Paris unter Spionageverdacht verhaftet, zunächst ins Internierungslager von Charenton-le-Pont, 1944 war dies für politisch Gefangene das Fort de Charenton, dann – am 8. Januar 1945 – ins Internierungslager nach Drancy gebracht, wo er bis zum 23. Februar 1945 in Haft blieb. Er wurde dann jedoch entlastet, entlassen und arbeitete ab Anfang 1946 für das Französische Wiederaufbauministerium. Er konnte durch die sich daraus ergebenden Reisemöglichkeiten in die britische und französische Besatzungszone Kontakt mit seinem Büro in Düsseldorf halten. Gleichzeitig arbeitete er als angestellter Architekt für den Architekten Maxime Verdeaux in Melun, realisierte kleinere Projekte in Paris und Umgebung. Größtes Projekt in dieser Zeit war ein Industriebau für die Firma PPK in Paris-Courbevoie.
Pfau beantragte im Mai 1947 die Aufnahme in der französischen Berufsorganisation für Architekten, was aber abgelehnt wurde. Er fasste Pläne zur Auswanderung in die USA, nahm Kontakt mit seinem ehemaligen Lehrer Walter Sobotka auf, der sich – 1938 aus Österreich emigriert – in Pittsburgh niedergelassen hatte, oder auch mit Richard Neutra in Los Angeles. Diese Pläne führten ebenso wie der Versuch, nach Brasilien auszuwandern, zu keinem konkreten Ergebnis. Als sich dann auch Pläne für eine Zusammenarbeit mit dem französischen Architekten Marcel Lods, der 1947 von der französischen Militärregierung mit der Erstellung eines Generalbebauungsplans für die Stadt Mainz beauftragt worden war, zerschlugen, beschloss Pfau, Frankreich den Rücken zu kehren.

### 1949–1960
Im April 1949 kehrte Pfau mit seiner neuen Lebensgefährtin Simone Baillon und den beiden in Frankreich geborenen Kindern nach Düsseldorf zurück. Unmittelbarer Auslöser für die Rückkehr war wohl ein Auftrag der Glasindustrie für einen neuen Verwaltungssitz („Haus der Glasindustrie“), mit dem er große – auch internationale – Anerkennung erlangte. Düsseldorf war zu dieser Zeit eine der durch Kriegseinwirkungen am stärksten zerstörten Städte Deutschlands. 38 Prozent des Wohnraums waren zerstört, in der Innenstadt waren 85 Prozent der Gebäude nicht mehr vorhanden oder beschädigt, die Altstadt so gut wie vollständig vernichtet, so dass Trümmerbeseitigung, die Wiederherstellung der Infrastruktur, die Versorgung der Bevölkerung mit Wohnraum, Nahrungsmitteln und Brennstoffen zunächst ganz im Vordergrund standen. Ein Lichtblick im Hinblick auf die Zukunft der Stadt war allerdings die Tatsache, dass im Jahre 1946 Düsseldorf zur Landeshauptstadt für das von den britischen Besatzungsbehörden aus den ehemaligen Provinzen Nordrhein, Westfalen und dem ehemaligen Land Lippe neu gebildete Nordrhein-Westfalen bestimmt wurde, und zu erwarten war, dass die Stadt – schon Verwaltungszentrum der Ruhrindustrie, Sitz von Großbanken und der Rheinisch-Westfälischen Börse – als neue Landeshauptstadt und Regierungssitz bald für weitere führende Wirtschafts- und Interessenverbände attraktiv werden würde.
Der Düsseldorfer Architektenstreit
Pfau musste jedoch schon bald feststellen, dass zentrale Positionen im Bereich der Stadtplanung und -entwicklung bereits von Architekten besetzt waren, die im Dritten Reich an herausragender Stelle gearbeitet hatten, denen aber – getragen durch ein Netz von Verbindungen und persönlichen Beziehungen – eine nahezu bruchlose Fortsetzung ihrer Tätigkeit zu gelingen schien.
Schlüsselfigur war hierbei Friedrich Tamms, der bereits im April 1948 seine Arbeit als Leiter des Düsseldorfer Planungsamtes aufgenommen hatte. Seinen Konzeptionen für die städtebauliche Neuordnung Düsseldorfs lagen Vorstellungen zugrunde, die schon im Dritten Reich ab Oktober 1943 für den Wiederaufbau deutscher Städte entwickelt worden waren (im „Arbeitsstab Wiederaufbauplanung“ beim „Generalbauinspektor für die Reichshauptstadt“ (GBI) Albert Speer).
Dies wurde von jungen Düsseldorfer Architekten, die sich um Pfau versammelten, zunehmend kritisiert. Am 27. Oktober 1949 schloss sich eine Zehner-Gruppe zum „Düsseldorfer Architektenring“ zusammen, um ihrer Kritik das notwendige Gehör zu verschaffen. Mitglieder des „Rings“ waren neben Bernhard Pfau – als primus inter pares – W. Brink, G. Benninghofen, Josef Lehmbrock, W. Plücken, H. Plum, Kurt Schweflinghaus, E. Stelmaczyk, Alfred Vietze, B. Weil (in der amtlichen Eintragung als Vereinigung vom 21. Januar 1950 sind an die Stelle von Alfred Vietze und B. Weil Louis Schoberth und Maximilian Reisinger getreten).
Im Dezember 1949 verfassten sie ein Grundsatzprogramm, in dem es hieß, dass im Mittelpunkt von Stadtplanung nicht ein gestalterischer Ordnungsanspruch zu stehen habe, sondern der lebendige Mensch mit allen seinen Bedürfnissen. In der Baurundschau 23/1949 formulierten sie ihre Grundsätze:
„Die wesentlichen Prinzipien: Erfordernisse des Einzelmenschen, das Milieu, das auf dem Gepräge einer Stadt beruht, und somit auch die Lage, ferner das Klima, das die Organisation der Wohnungen und Freiflächen wie auch die Verbindung mit der umliegenden Landschaft bestimmt, die Funktionen einer Wohngemeinschaft, die sich in Verwaltung, Arbeitsplätzen und Stätten der Erholung und Kultur usw. auswirken, vor allem auch Verkehrsbewegungen und Gesamtaussehen, sind Grundlagen einer jeden Stadtplanung. Der heutige Städtebau kann sich nicht in der Neuauflage von Korridorstraßen erschöpfen. (…) Eine mit allen Kräften geformte Stadt muß nicht aus Hochhäusern allein bestehen. Sie entwickelt sich aus dem wundervollen Gegensatz von niedrigen und hohen Bauten, von bisher üblichen Straßenformen und offenen Verkehrswegen mit zurückspringenden Geländefreiflächen, zwischen vom Verkehr unberührten Fußgängerwegen und Kreuzungen, die der Fußgänger nicht betritt. (…) Von diesen Grundsätzen ist bei der Düsseldorfer Stadtplanung so gut wie nichts zu bemerken. Die schönsten Freiflächen sind für Parkplätze reserviert, anstatt Hoch- oder Tiefhausgaragen vorzusehen. Der Verkehr muß sich so entwickeln, als gäbe es in der Zukunft keine Fußgänger. Der Versuch, ein Kulturzentrum und eine City zu schaffen, ist überhaupt nicht gemacht.“
Insbesondere in der beabsichtigten neuen Verkehrsführung der „Düsseldorfer Durchbruchsplaner“, die brutale Durchschneidungen historisch gewachsener Stadtteile vorsah, erkannten die Kritiker den in der Nazi-Zeit bereits hinlänglich propagierten „Achsen-Fetischismus“ (siehe etwa die Planungen für die neue „Welthauptstadt Germania“).
Als Gegenentwurf zu den Plänen Tamms’ entwickelte der Architektenring eine „hierarchisierte Ringstraßenerschließung“ mit drei konzentrischen Ringstraßen und der Bildung verkehrsberuhigter Stadtteile. Am 24. April 1950 wurde diese Alternative in den Räumen des Deutschen Werkbunds der Öffentlichkeit vorgestellt. Die erhoffte Wirkung auf die Entscheidungsgremien der Stadt blieb jedoch aus, am 28. April 1950 wurden die Pläne Friedrich Tamms als „Neuordnungsplan“ für Düsseldorf beschlossen.
Hierauf wurde die Kritik des Architektenrings um Pfau massiver beziehungsweise detaillierter. Man setzte sich nun mit der in der NS-Zeit wurzelnden Herkunft der Einzelplanungen des Tamms-Entwurfes auseinander, auch mit der Vergangenheit der Architekten die aufgrund ihrer guten Beziehungen immer wieder mit öffentlichen Aufträgen versorgt wurden. Man ging verstärkt auf die personellen Verflechtungen und Beziehungen dieser Architekten ein, die sich teilweise schon seit ihrer Studentenzeit kannten, sich dann in der Dienststelle des „Generalbauinspektors für die Reichshauptstadt“ (GBI), Albert Speer, bzw. in dem – seit Oktober 1943 geschaffenen – „Arbeitsstab Wiederaufbau“ für die im Krieg zerstörten Städte – zusammenfanden, und dieses Netzwerk über den Zusammenbruch des so genannten Dritten Reiches hinweg weiter aufrechterhielten.
Düsseldorf war nach Ansicht des Architektenrings ein „Zentrum der ehemaligen Nazi-Prominenz“. Als am 1. Januar 1952 Julius Schulte-Frohlinde, der als Leiter des Baubüros der Deutschen Arbeitsfront Projekte von Robert Ley umgesetzt und unter anderem das Schloss Erwitte in Westfalen zu einer NS-Schulungsburg umgebaut hatte, zum Direktor des Düsseldorfer Hochbauamtes ernannt wurde, veröffentlichte der Architektenring eine Stellungnahme (Stellungnahme zur Besetzung der Baudirektorenstelle in Düsseldorf im Februar 1952):
„Unter den großen Städten Deutschlands hat Düsseldorf den traurigen Ruhm, diese Kulturspitzen des damaligen Systems in seine Aufbauarbeiten einzuspannen. Es geht hier nicht darum, etwa einem Menschen wegen der Zugehörigkeit zur Partei oder sonst einer Organisation den Prozess zu machen, sondern darum, ob wir erkannt haben, wie tief die nationalsozialistische Vorstellung von Baukultur sich von der der Demokratie unterscheidet. Die Baulöwen der Parteibauten haben sich in ihrer Baugesinnung nicht geändert. Sie haben – wenn sie alt genug sind – diese Gesinnung schon vor dem Auftreten Hitlers gehabt und werden sie auch heute nicht ablegen. Wäre es nicht besser, sich bei der neuen Gestaltung unserer Städte jener Männer zu bedienen, die mit Hitlers Kommen emigrieren oder untergrund gehen mußten, und deren kulturpolitische Vergangenheit keine Zweifel aufkommen läßt? Die Liste der vor uns vorliegenden germanischen Kulturritter, die in oder für Düsseldorf tätig sind, beängstigt uns sehr. Wir sehen darin ein Symptom unserer Zeit und möchten verhindern, daß sich diese Clique über den Weg einer Rehabilitierung des unglückseligen Entnazifizierungsverfahrens wieder in die leitenden Stellungen drängt. Wir protestieren darum dagegen, daß der Erbauer der NS-Schulungsburg Erwitte und Schöpfer des Reichsparteitagsgeländes, Professor von Hitlers Gnaden, Schulte-Frohlinde, die Geschicke der Düsseldorfer Bauverwaltung lenken soll.“ (zitiert nach: Werner Durth 1986/2001, S. 298)
Außer Friedrich Tamms und Julius Schulte-Frohlinde wurden in der Stellungnahme weitere Architekten und Stadtplaner mit „brauner Vergangenheit“ genannt:
- Helmut Hentrich und Hans Heuser – „früher Rasthäuserbauten und Planungen Achse Berlin. Jetzt ein Dutzdendmal Wettbewerbspreisträger, sofern Tamms Preisrichter war“,
- Karl Piepenburg – „früher Bauleiter der Reichskanzlei, jetzt Bauleiter der Heuser- und Hentrichbauten“,
- Rudolf Wolters – „früher Arbeitsstab Speer und Architektur-Schriftsteller von ‚Kunst im Dritten Reich’, heute Preisträger im Altstadtwettbewerb Düsseldorf (Preisrichter Tamms) und Unterstadtplaner für einzelne Stadtteile“,
- Hanns Dustmann – „früher Chefarchitekt der HJ, jetzt erster Preisträger in den Wettbewerben Gemeinschaftsbank und Kreishochhaus (Preisrichter Tamms)“ und
- Kurt Groote – „früher Architekturmitarbeiter beim ‚Schwarzen Korps’, heute städtischer Sachwalter der Altstadtpflege“.

Der Architektenring führte Unterschriftenaktionen durch, suchte Unterstützung im In- und Ausland. Breiteren Konsens fand er, als im Sommer 1950 Julius Schulte-Frohlinde die Planung für die Erweiterung des Düsseldorfer Rathauses ohne Wettbewerb übertragen bekam und sein dann in die Öffentlichkeit gelangter Entwurf deutlich machte, dass er sich den baulichen Idealen des Nationalsozialismus immer noch eng verbunden fühlte („Düsseldorfer Klassizismus triumphiert – Warum restauratives Bauen in einer fortschrittlichen Stadt?“ In: Düsseldorfer Nachrichten vom 6. März 1952).
Nun traten auch der Bund Deutscher Architekten, die „Rheinische Sezession“, der Deutsche Werkbund und der Architekten- und Ingenieurverein Düsseldorf auf den Plan, man veröffentlichte zusammen mit dem Architektenring eine gemeinsame Erklärung Einspruch gegen den Rathausneubau in Düsseldorf. Alle Versuche, auf die städtebauliche Entwicklung der Stadt und die damit einhergehende Kontinuität des Personals einzuwirken, blieben jedoch ohne Wirkung, im Gegenteil: Die Architekten des Düsseldorfer Architektenrings wurden quasi geächtet und bei der zukünftigen Vergabe öffentlicher Aufträge nicht mehr berücksichtigt. Pfau selbst erhielt keinen einzigen Auftrag vonseiten der Stadt Düsseldorf.
Der Spiegel zitiert im Oktober 1952 – in einem Bericht über die Hintergründe und personalpolitischen Verflechtungen der Stadtentwicklung in Düsseldorf – einen damals kursierenden Spottvers:
Aller Anfang ist der Ziegel
Und dann später der Zement,
Aber nichts hält so zusammen
Wie ’ne Clique, die sich kennt.

## Bauten

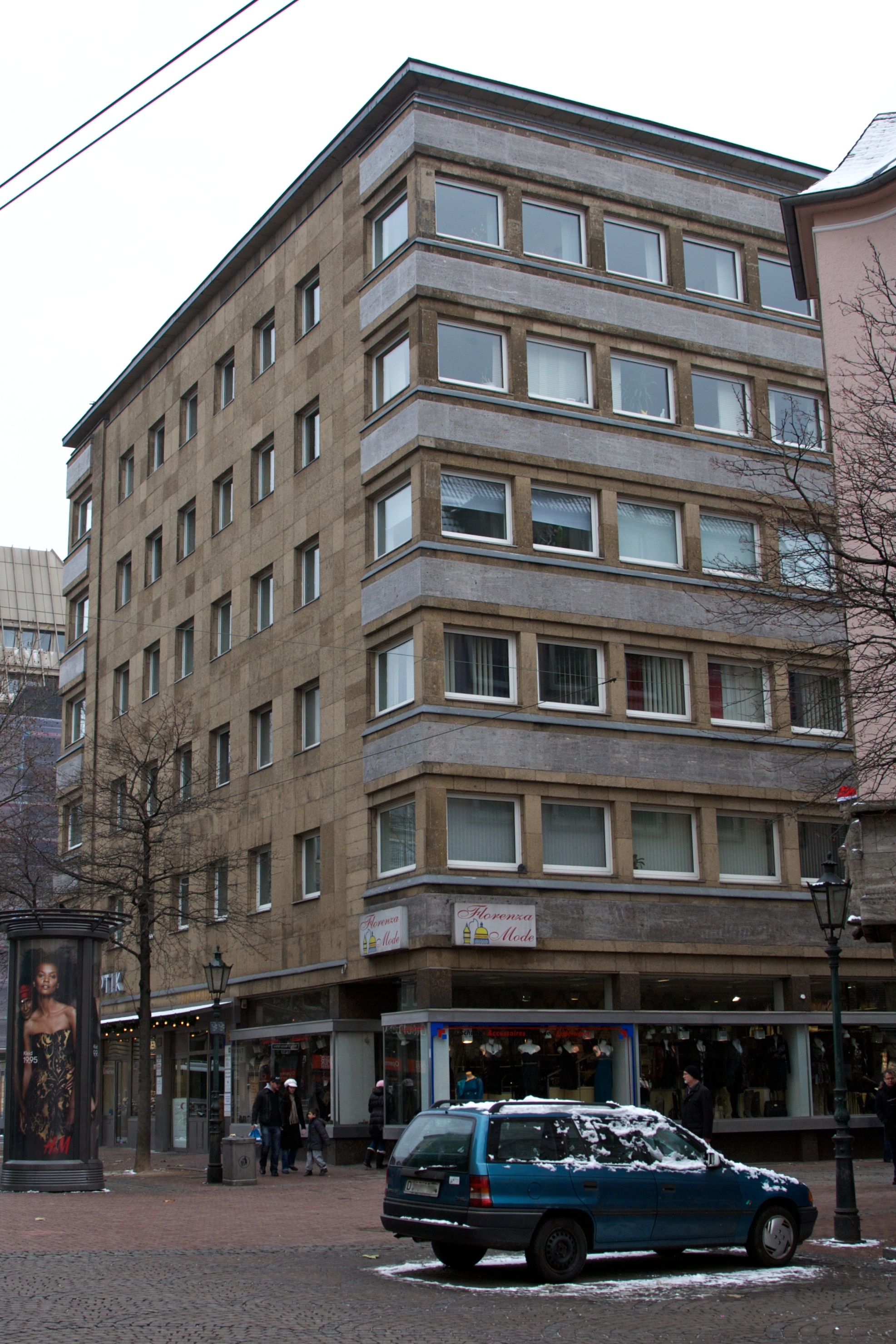
Geschäftshaus Ziem (1930–1931)

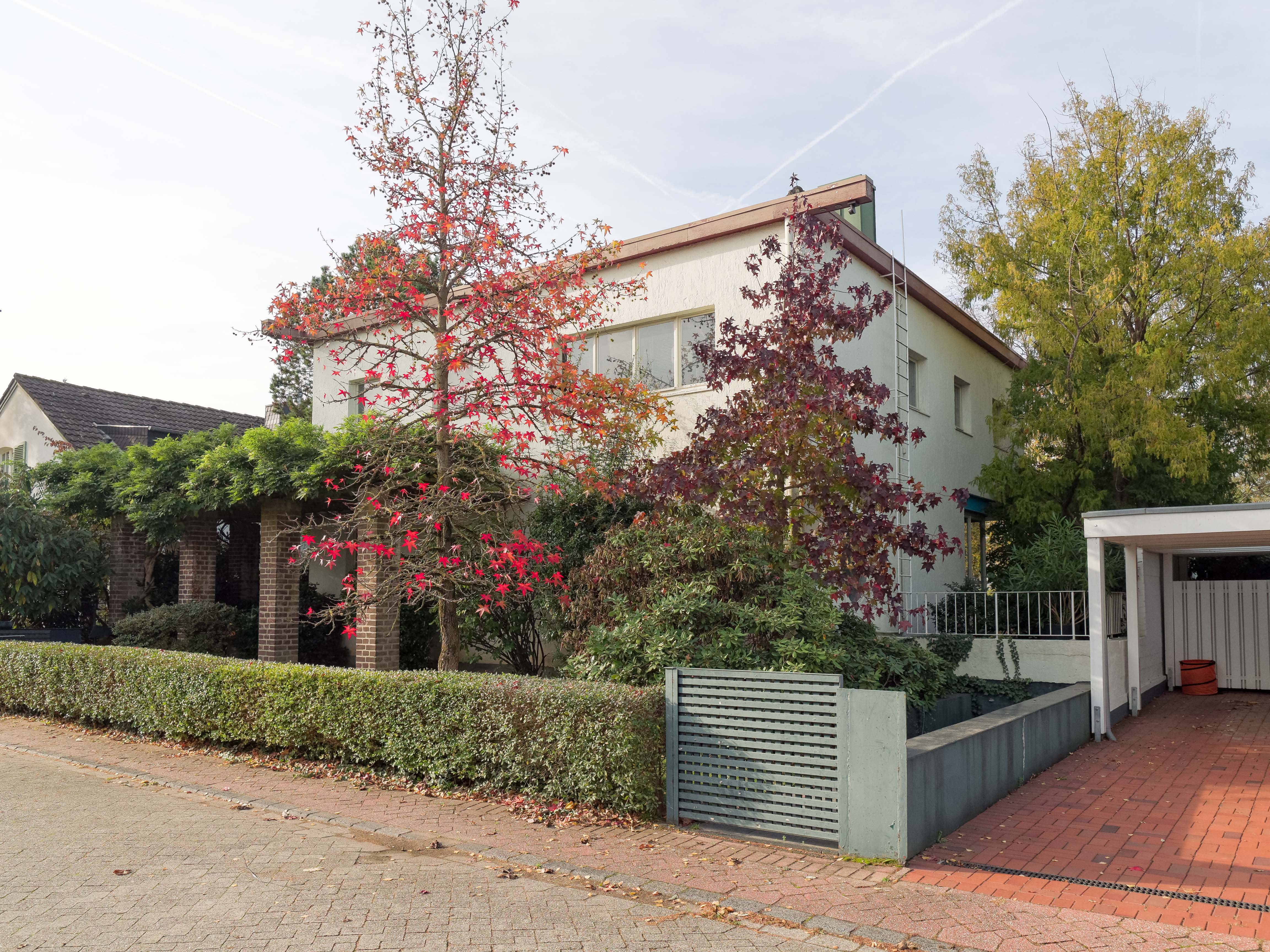
Haus Pfau (1934)

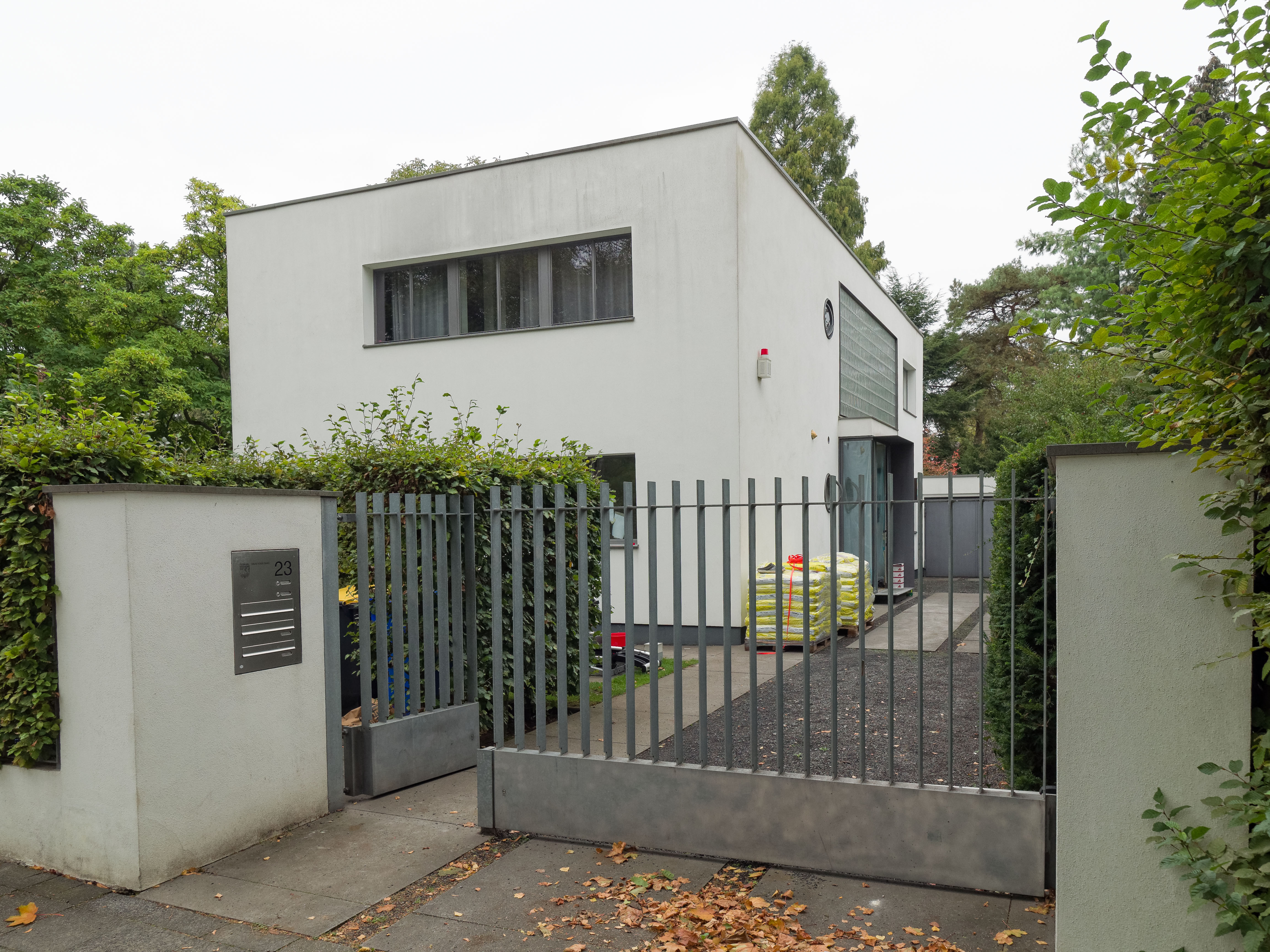
Haus Vogelsang (1949–1950)

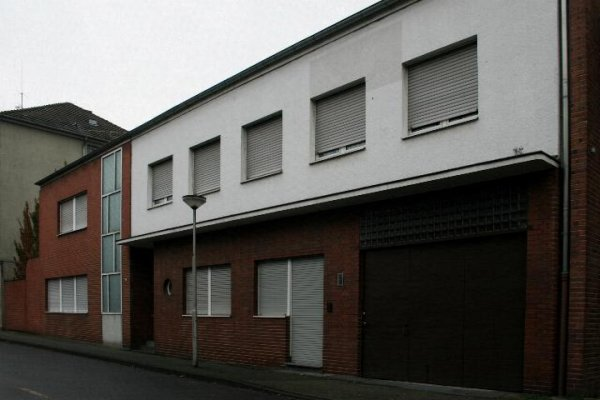
Haus Kaiser II (1952–1953)

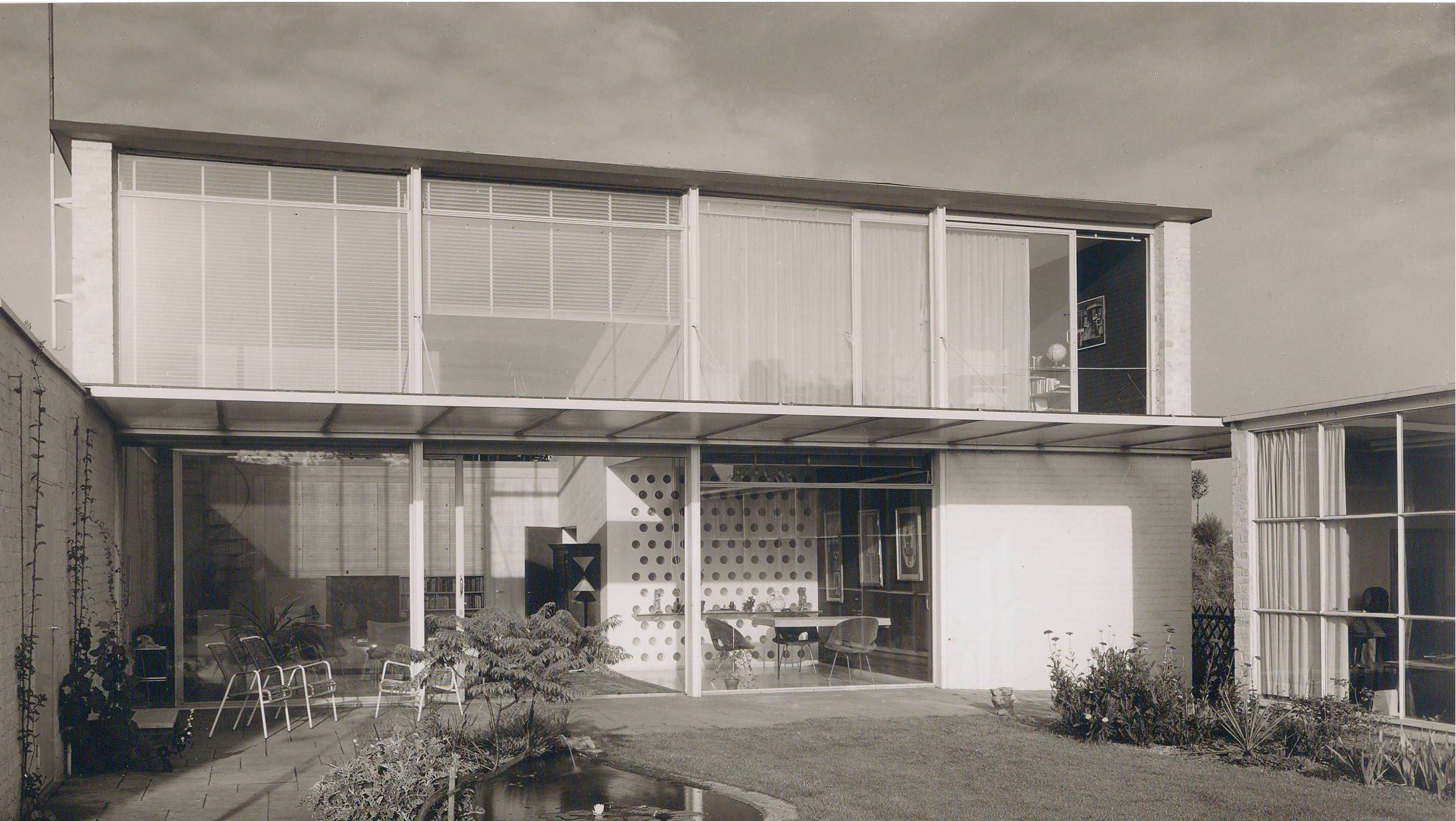
Haus Nakatenus (1954–1955)

- vor 1930: Juwelierladen Otto Ditzen, Düsseldorf[5]
- vor 1930: Laden Foto-Spezialhaus Leistenschneider, Düsseldorf[5]
- vor 1930: Laden der Rosenthal-Porzellanniederlassung, Düsseldorf[5]
- vor 1930: Wohnung Dr. C., Köln[5]
- vor 1930: Wohnung L., Köln[5]
- 1929–1930: Laden oha, Düsseldorf[5]
- 1929–1930: Umbau Haus Dr. Loeb, Düsseldorf[6][7]
- 1930–1931: Haus (Walter) Kaiser (Haus Kaiser I), Viersen
- 1930–1931: Wohn- und Geschäftshaus Ziem, Düsseldorf Lage
- 1931: Kaufhaus Hartoch, Düsseldorf
- 1931: Arzthaus Dr. M., Unna[8]
- 1931: Wohnungseinrichtung Frau Dr. M., Düsseldorf[8]
- 1931: Wohnungseinrichtung Dr. Sch., Düsseldorf[8]
- 1932–1933: Mehrfamilienhaus Beethovenstraße, Düsseldorf
- 1933: Laden „Schmuckkasten“, Düsseldorf (mit Lotte Fink-Pfau)
- 1933: Zweifamilienhäuser Wittelsbachstraße, Düsseldorf
- 1933: Mehrfamilienhaus Reeg, Düsseldorf
- 1933–1934: Mehrfamilienhaus Dr. Heuveldopp, Düsseldorf
- 1933–1935: Wohn- und Geschäftshaus Leistenschneider, Düsseldorf
- vor 1934: Haus in Mehlem[9]
- vor 1934: Wochenendhaus am Rhein[9]
- 1934–1935: Haus Pfau, Am Mühlenkamp 9, Wittlaer[10] Lage
- 1936: Werkssiedlung der Fieseler-Flugzeugbau GmbH, Kassel
- 1936–1937: Wohnhaus Gerhard Fieseler, Kassel-Wilhelmshöhe[7]
- 1936–1937: Haus Schlick, Düsseldorf
- 1937: Raum der Samt- und Seidenindustrie und Halle der Glasschau in der Reichsausstellung Schaffendes Volk[11]
- 1936–1938: Pressehaus Düsseldorf (mit Lotte Fink-Pfau)
- 1936–1938: Werk II der Fieseler-Flugzeugbau GmbH, Kassel
- 1936–1942: WK-Möbelprogramme
- 1937–1938: Debro-Werke Paul de Bruyn KG, Düsseldorf
- 1938–1940: Verwaltungsgebäude der „Türkiye Seker Fabrikalari A.S.“, Eskişehir und Ankara[12]
- 1939: Wohnhausbauten am Bosporus, Istanbul
- 1939: Fabrik A. Himmelreich, Porz am Rhein
- 1940–1942: Geschäftshaus Fa. Noll, Düsseldorf
- vor 1940: Haus Dr. D. in Essen[7]
- 1947: Fabrik PPK, Paris-Courbevoie
- 1947: Hotel Bouvier, Melun
- 1948–1951: Haus der Glasindustrie, Düsseldorf, Couvenstraße 4 Lage
- 1949–1950: Haus Vogelsang, Krefeld[13][14] Lage
- 1949–1951: Wohn- und Geschäftshaus Dörseln, Essen[15]
- 1950: Umbau der Vereinigten Glaswerke (Vegla), Aachen
- 1950–1951: Wohnhaus Dr. Herrmann in Gelsenkirchen-Buer, Cranger Str. 84[16] Lage
- 1950–1961: eigenes Wohnhaus und Atelier, Stephanienstraße 26, Düsseldorf
- 1951–1958: Textilingenieurschule mit Textilforschungsanstalt (heute: Deutsches Textilforschungszentrum Nord-West e. V.), Krefeld[17]Lage
- 1951–1958: Krawattenfabrik Jochum & Jungmann in Krefeld[17]
- 1952–1953: Haus (Walter) Kaiser (Haus Kaiser II), Viersen, Burgstraße 6[18] Lage
- 1952/1953: Freiherr-vom-Stein-Haus, Düsseldorf[19]
- 1952–1954: Jugendhaus Düsseldorf, Düsseldorf
- 1952–1956: Mehrfamilienhaus Dr. Heuveldopp, Düsseldorf
- 1954–1955: Haus Nakatenus, Düsseldorf-Niederkassel (seit 2004 unter Denkmalschutz) Lage
- 1954–1957: Büro- und Fabrikgebäude Fa. Himmelreich, Porz
- 1954: Landhaus M. in Düsseldorf[14]
- 1954: Haus eines Arztes in Duisburg[20]
- 1955–1956: Haus Schupp in Köln[21]
- vor 1956: Weinhaus Dahlem in Duisburg[22]
- 1956–1958: Atelierhaus Pfau in Düsseldorf, Stephanienstraße 26 Lage
- 1957: Wohnhaus K. in Köln[23]
- 1957: Entwurf für zweigeschossige Einfamilienhäuser auf der Interbau 1957 im Hansaviertel, Berlin[24]
- 1958: Verwaltungs- und Laborgebäude der Titan GmbH, Leverkusen[23]
- 1959–1962: Wohnblock Wilhelm-Raabe-Straße, Düsseldorf
- 1959–1968: VHS-Studienhaus Düsseldorf, Düsseldorf (1997 abgerissen)
- 1959–1970: Düsseldorfer Schauspielhaus, Düsseldorf
- 1960: Wohnhaus Piel, Gartenstadt Meererbusch[25]
- vor 1966: zweigeschossiges Wohnhaus im Dortmunder Stadtteil Syburg[26]
- 1965–1972: Staatliche Maschinenbau-Ingenieurschule, Wuppertal-Elberfeld